# William H. Moody

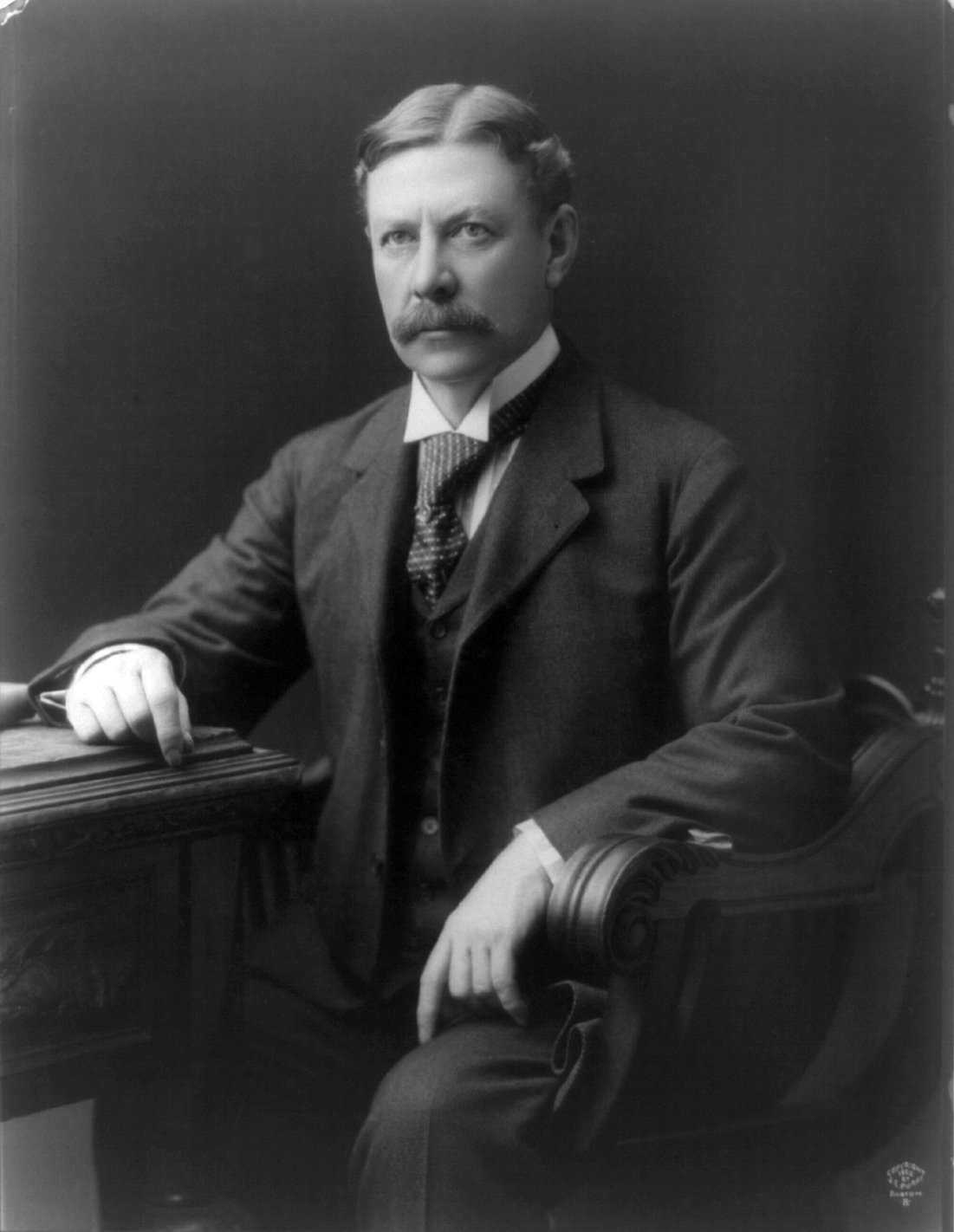
William Henry Moody

William Henry Moody (* 23. Dezember 1853 in Newbury, Massachusetts; † 2. Juli 1917 in Haverhill, Massachusetts) war ein US-amerikanischer Jurist und Politiker, der als Marine- und als Justizminister dem Kabinett der Vereinigten Staaten angehörte.

## Studium und berufliche Laufbahn
Moody absolvierte seine Schulausbildung an der Phillips Academy, die er 1872 abschloss. Anschließend begann er ein Studium der Rechtswissenschaften an der Harvard Law School, wo er Klassenkamerad des späteren US-Präsidenten Theodore Roosevelt war. Moody verließ jedoch bereits nach vier Monaten die Universität und setzte sein Studium bei dem bekannten Anwalt Richard Henry Dana fort, was zu dieser Zeit noch möglich war. Aufgrund dieses Privatstudiums verlieh ihm die Harvard University 1876 den Bachelor of Laws (LL.B.). Nach seiner Zulassung war er zunächst einige Zeit als Rechtsanwalt tätig, ehe er 1888 Staatsanwalt der Stadt Haverhill wurde.
Bereits zwei Jahre später erfolgte 1890 seine Berufung zum Bezirksstaatsanwalt für Ost-Massachusetts. Als solcher erreichte er eine weite Bekanntheit als Stellvertretender Ankläger im bekannten Mordfall Lizzie Borden von 1893. Dabei erwarb er sich den Ruf eines sehr kompetenten und eifrigen Staatsanwalts.

## Politische Laufbahn

### Kongressabgeordneter
Moody begann seine politische Laufbahn im November 1895 mit der Wahl ins Repräsentantenhaus der Vereinigten Staaten. Dort vertrat der Republikaner bis Mai 1902 die Interessen des sechsten Kongresswahlbezirks von Massachusetts. Während dieser Zeit gehörte er dem einflussreichen Bewilligungsausschuss (House Appropriations Committee) an.

### Minister unter Präsident Roosevelt
Am 1. Mai 1902 berief ihn sein Studienfreund und damalige US-Präsident Roosevelt als Nachfolger von Marineminister John D. Long in sein Kabinett. Dieses Amt übte er bis zum 30. Juni 1904 aus. Am folgenden Tag wurde er von Roosevelt als Nachfolger von Philander C. Knox, der zum US-Senator berufen worden war, zum Justizminister (Attorney General) ernannt.
Als Justizminister unterstützte er aktiv die vom Präsidenten verfolgte Entflechtung der Großkonzerne (Trusts) durch Verhandlungen mit den „guten“ Konzernen US Steel sowie Anklagen gegen „schlechte“ Trusts wie Standard Oil.

### Richter am Supreme Court

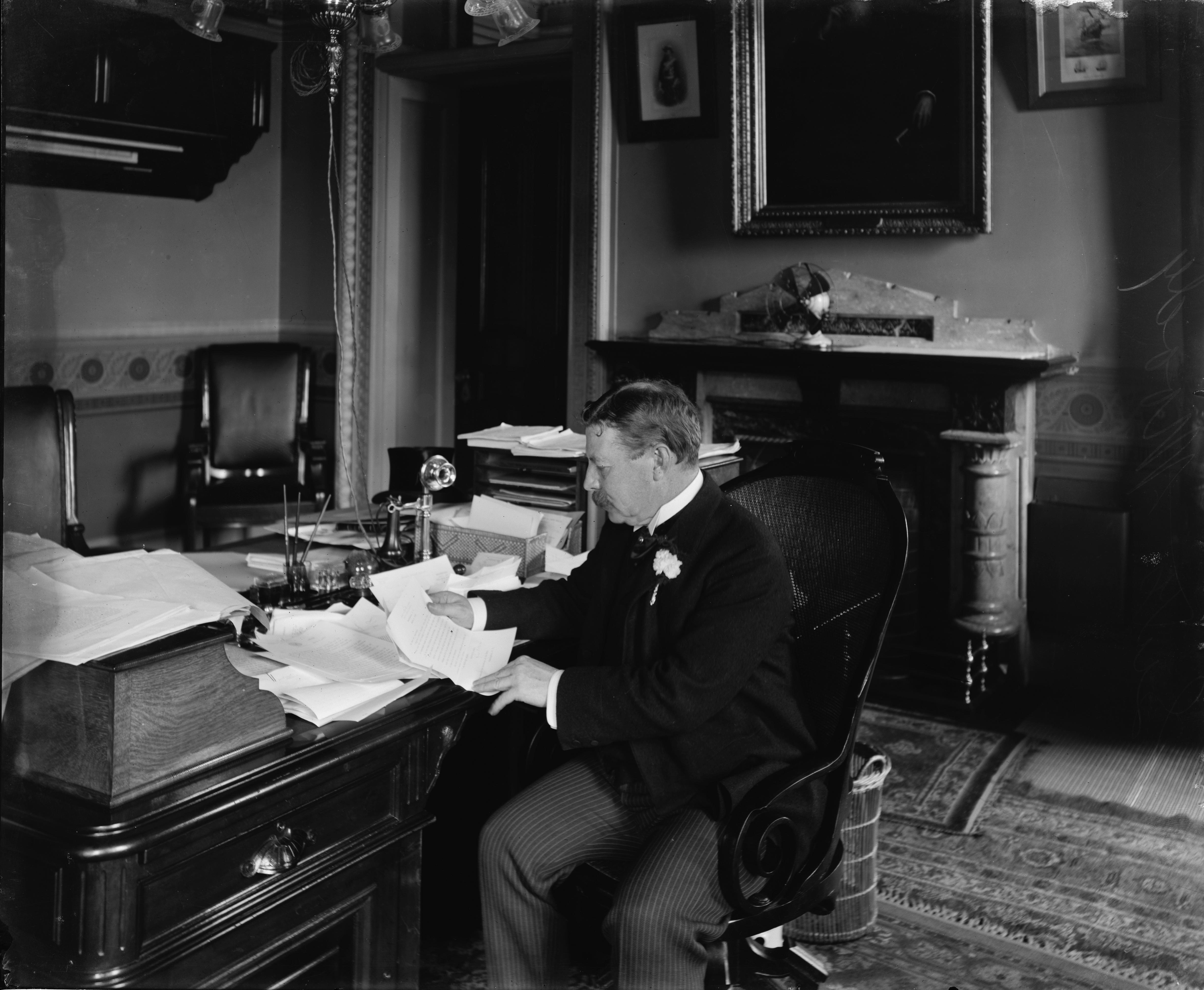
William H. Moody in seinem Arbeitszimmer im Obersten Gerichtshof

Als die Berufung von Kriegsminister William Howard Taft zum Richter scheiterte, nominierte Präsident Roosevelt stattdessen Moody am 12. Dezember 1906 zum Richter (Associate Judge) am Obersten Gerichtshof (Supreme Court).
Nach dem Rücktritt als Justizminister am 17. Dezember 1906 wurde er noch am gleichen Tag zum Richter am Obersten Gerichtshof berufen. Als Nachfolger von Henry Billings Brown übte er dieses Amt bis zum 20. November 1910 aus. Obwohl die Amtszeit Moodys am Supreme Court nur vier Jahre betrug, war er doch Verfasser von 67 Urteilsbegründungen sowie von fünf abweichenden Meinungen. Seine bekannteste Minderheitsmeinung war die zum Arbeitgeberhaftungsurteil (Employers Liability Cases) von 1908. In anderen Urteilsbegründungen legte er den fünften Verfassungszusatz aus, in dem verschiedene Rechte eines Angeklagten in Gerichtsverfahren sichergestellt sind und der Bestandteil der Bill of Rights ist.
Aufgrund seiner angegriffenen Gesundheit konnte er jedoch seit dem 7. Mai 1909 nicht mehr an Verhandlungen des Obersten Gerichtshofes teilnehmen, so dass ihn US-Präsident William Howard Taft um seinen Rücktritt bat. Nachdem es Taft gelungen war, durch eine vom Kongress verabschiedete „Lex Moody“ die Altersversorgung Moodys sicherstellen, obwohl dieser weder 70 Jahre alt, noch zehn Jahre Richter war, trat Moody am 20. November 1910 von seinem Richteramt zurück.
Nach seinem Tode wurde der Zerstörer USS Moody (DD-277) nach ihm benannt.